# Susan Rice
Susan Elizabeth Rice (Washington D.C., 17 november 1964) is een Amerikaans ambtenaar en diplomaat. Sinds 20 januari 2021 is ze directeur van de Domestic Policy Council en assistent van president Joe Biden voor binnenlands beleid. Eerder was ze ambassadeur bij de Verenigde Naties van 2009 tot 2013 en nationaal veiligheidsadviseur van 2013 tot 2017.

## Biografie
Rice werd geboren op 17 november 1964 in Washington D.C. Haar vader Emmett John Rice (1919–2011) was een econoom en hoogleraar die bestuurslid was van de Federal Reserve van 1979 tot 1986. Rice studeerde aan de Stanford-universiteit waar ze in 1986 afstudeerde met een Bachelor of Arts in geschiedenis. Daarna studeerde Rice aan de Universiteit van Oxford waar ze in 1988 afstudeerde als een Master of Philosophy en daarna promoveerde als een Doctor of Philosophy in de internationale betrekkingen. Van 1988 tot 1993 werkte Rice voor het aviesbureau McKinsey & Company.

### Politiek

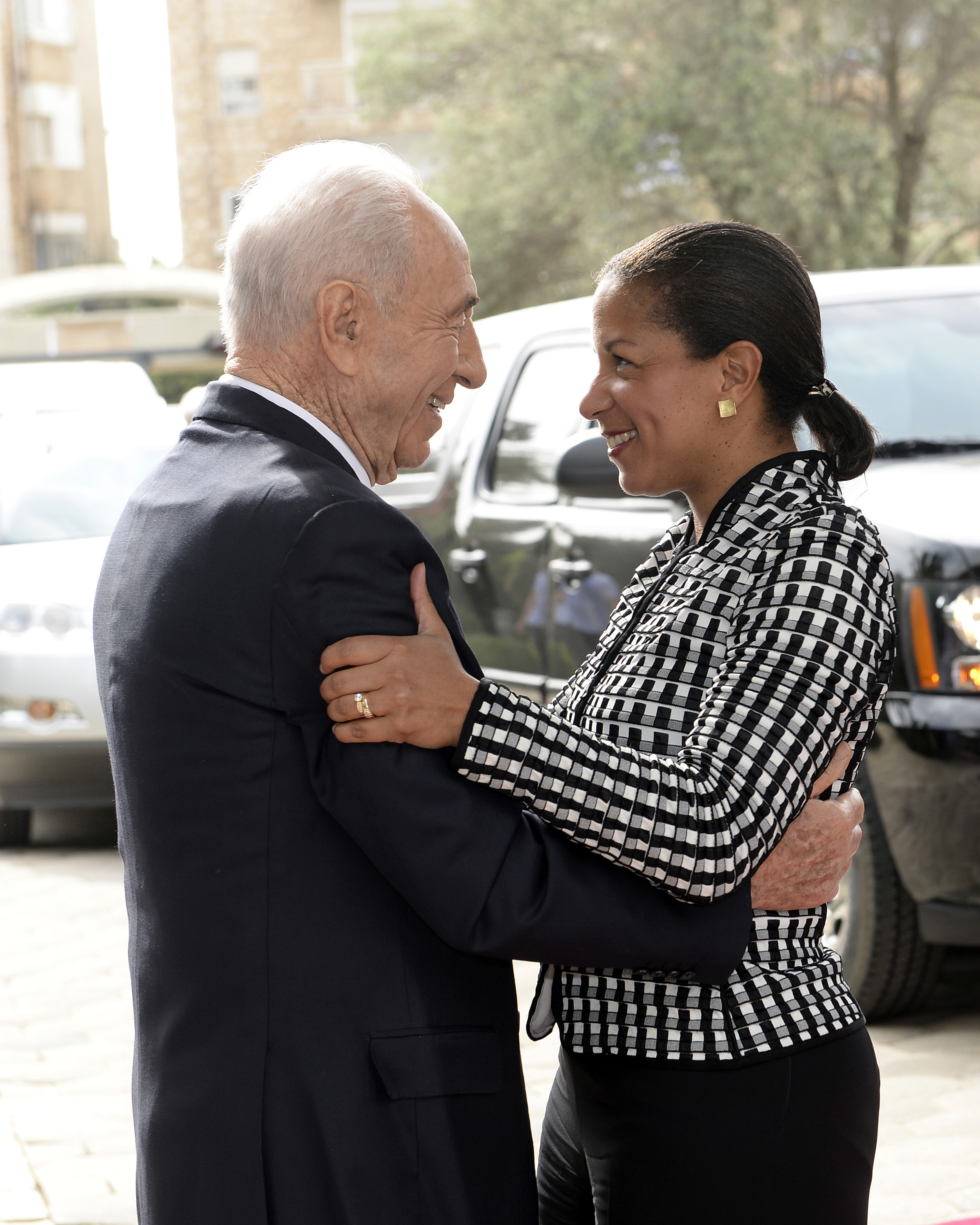
Rice en toenmalig president van Israël Shimon Peres in 2014.

Rice begon haar werk als aspirant politica voor de Democratische Partij in 1988 bij de verkiezingscampagne van Michael Dukakis voor de Amerikaanse presidentsverkiezingen van 1988. Van 1993 tot 1997 werkte ze als topambtenaar op verschillende functies tijdens het presidentschap van Bill Clinton. Van 1997 tot 2001 was ze directeur-generaal van het departement van Afrikaanse Zaken op het ministerie van Buitenlandse Zaken. Van 2001 tot 2008 werkte Rice voor de denktank Brookings Institution. In 2004 was ze een adviseur van de verkiezingscampagne van John Kerry voor de presidentsverkiezingen van 2004. In 2008 werd Rice een topadviseur voor de verkiezingscampagne van Barack Obama voor de presidentsverkiezingen van 2008. Tijdens diens presidentschap was ze ambassadeur bij de Verenigde Naties van 2009 tot 2013 en nationaal veiligheidsadviseur van 2013 tot 2017.
- Bibsys: 1576136030390
- CiNii: DA16830313
- Gemeinsame Normdatei: 1197551484
- International Standard Name Identifier: 0000 0000 3728 1310
- Library of Congress Control Number: n86006566
- National Archives and Records Administration: 183089154
- Nationale Bibliotheek van Tsjechië: jo20241222345
- Nationale Bibliotheek van Israël: 987007341908305171
- Nederlandse Thesaurus van Auteursnamen: 419453954
- SNAC: w69h6c12
- Système universitaire de documentation: 158461991
- Virtual International Authority File: 6404977
- WorldCat: E39PBJxWP3yv3jm6YXD3wtFdwC